# لغة الإغبو
الإغبو(بالإغبو: Ásụ̀sụ́ Ìgbò)، أو إغبو المناسبة، هي لغة أصلية لشعب الإغبو، وهو المجموعة العرقية المتمركزة في الأساس في جنوب شرق نيجيريا. يوجد حوالي 20 مليون متحدث وهم في الغالب في نيجيريا وهم في الأساس من سلالة الإغبو . الإغبو هي اللغة الوطنية لنيجيريا. وهي مكتوبة بنظام الكتابة اللاتيني، الذي استخدمه المستعمرون البريطانيون.
هناك ما يزيد عن 20 لهجة للإغبو ومن الواضح أن هناك درجة من تحديد مستوى اللهجة. ولقد تطورت الكتابة الأدبية القياسية للغة الإغبو عام 1972 اعتمادًا على لهجات أويري (Owerri) و(أسيوما) (Isuama) ويوميواهيا (Umuahia) (مثل لهجات أوهوهو) على الرغم من أنها تلغي الحروف الأنفية والنطق بملء النفس لتلك الاختلافات. هناك بعض لغات الإغبويد المرتبطة ببعضها، كما أنها في بعض الأحيان تعد لهجات للإغبو المختلفة اختلافًا كبيرًا عن اكبييي (Ekpeye). وبعض هذه اللهجات مثل إيكا (Ika) له أشكال قياسية منفصلة.

## وصلات خارجية
- Igbo Phrasebook on Wikivoyage
- Ethnologue report on Igbo
- A History of the Igbo Language
- Insight into Igbo Language and Culture - Igboguide.org
- Journal of West African Languages: Igboid
- USA Foreign Service Institute Igbo basic course
- Igbo english vocabulary